# Łukasz Mentel
 Łukasz Mentel (ur. 28 lutego 1986) – polski futsalista, zawodnik z pola. Obecnie jest zawodnikiem występującego w ekstraklasie Rekordu Bielsko-Biała. 
Łukasz Mentel jest wychowankiem Rekordu Bielsko-Biała. W sezonie 2012/2013 z Rekordem zdobył Puchar Polski. Sezon później zdobył Superpuchar Polski oraz Mistrzostwo Polski.